# Meridianas (1948)
Le Meridianas (aussi appelé Meridian) est un trois-mâts goélette de 1948, à coque bois. Construit par la Finlande comme réparation de guerre à l'URSS, il a servi de navire-école soviétique puis de restaurant à partir de 1971. Restauré entre 2012 et 2013, il sert toujours de restaurant à quai à Klaipeda (Lituanie), ville dont il est devenu le symbole.

## Caractéristiques
Le navire en bois mesure 51,7 m avec beaupré, (longueur de flottaison de 39,40 m),, pour un maître-bau (largeur) de 8,75 m et un tirant d'eau de 3,45 m, pour un poids de 312 t. 
Initialement ses voiles couvraient 840 m² permettant une vitesse de 8 nœuds. Le moteur principal, un June Munktel diesel de 225 chevaux ; permettait un déplacement de 7,5 nœuds au moteur. 15 membres d'équipage assuraient la manœuvre et la formation de 36 cadets.
Il n'est plus équipé de voile destinée à la navigation, seul le mât de misaine (phare carré) dispose de voiles décoratives. 
Il a deux sister-ships  : Le Tropik (basé à Riga) et le Sekstant (basé à Nakhodka), les navires identiques se distinguent par leur identifiants : UTXW, UZUU, UWLZ et M-16574, M-16651 et M-16577.

## Histoire

### Construction
Ce navire a été construit par la Finlande, à l'issue de la Seconde Guerre mondiale, pour être livré à l'Union Soviétique comme réparation de guerre,. L'armistice de Moscou, signé le 9 septembre 1944 entre les deux pays, définit le montant de la réparation de guerre à 300 millions de dollars-or, dont 66,2 millions payés en navires. Le Meridianas est l'un des 91 voiliers construit en Finlande dont 49 ont été cédés à l'URSS. Ils ont été construits dans les chantiers navals de Turku : Oy Laivateollisuus Ab. 
La construction débute le 22 février 1947,. Le 10 juin 1948, le navire est mis à l'eau et achevé 3 mois plus tard : le 30 août,.
Le 1er octobre 1948, il est livré au ministère de la pêche de l'Union soviétique à Kaliningrad,.

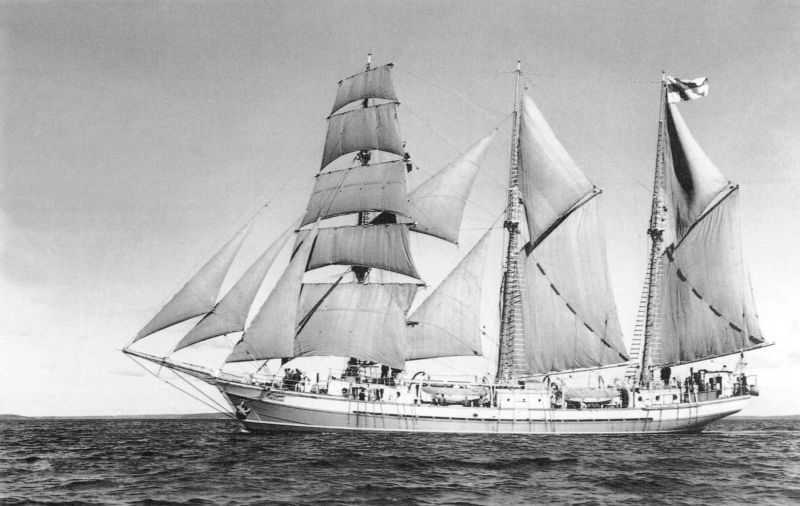
Le Meridian lors d'essai en mer en 1948

### Navire école: 1949-1969
Le Meridianas effectue sa première mission comme navire-école pour l’école maritime de Klaipeda de mai 1949 et 1954,. À partir de 1954, le navire est rattaché à la Division des Navires-Ecoles de la Baltique et utilisé par les écoles maritimes de Kaliningrad, Riga et Klaipeda,. 
Durant l'été 1956, le navire essuie une tempête et évite les rochers de l'ile Gotland. L'hiver de la même année le navire reste bloqué par les glaces qui lui bloquent l'entrée au port de Riga, le navire est dérouté vers St Petersbourg.
Après un accident survenu en 1968, ayant causé la mort de 6 cadets, le navire est réformé et mis à quai à Klaipeda en mars 1969.

### Restaurant: 1969-1994
En 1970, le navire est transféré au groupement des cantines et restaurants de Klaipeda. Il est transformé en restaurant en 1971, jusqu'en 1994.

### Reconstruction
En 1994, le navire est racheté pour un usage privé. Fortement dégradé par le temps (en partie pourri) et par une explosion criminelle en 2000, il est vendu 1 litas symbolique à la Fondation pour le Voilier Meridianas en 2001. 
Début octobre 2012, face aux coûts trop importants, que la Fondation pour le Voilier Meridianas ne peut engager, son directeur Artur Žickus demande au gouvernement l'autorisation de le couler dans les eaux territoriales. Le 19 octobre 2012, deux mécènes Aloyzas Kuzmarskis et Aidas Kaveckis apportent les fonds nécessaires à sa restauration qui débute 1 mois plus tard : le 10 novembre 2012.
Le navire est restauré, démonté et reconstruit. De très nombreuses pièces sont remplacées, le chantier dure 1 an et s'achève le 9 novembre 2013. Le navire est placé sur les quais, dans le centre-ville de Klaipeda, dont il constitue désormais l'un des symboles. Il est officiellement inauguré le 19 juillet 2014.

### Restaurant: à partir de 2014
Le 18 décembre 2014, le navire aménagé en restaurant-musée ouvre ses portes au public.

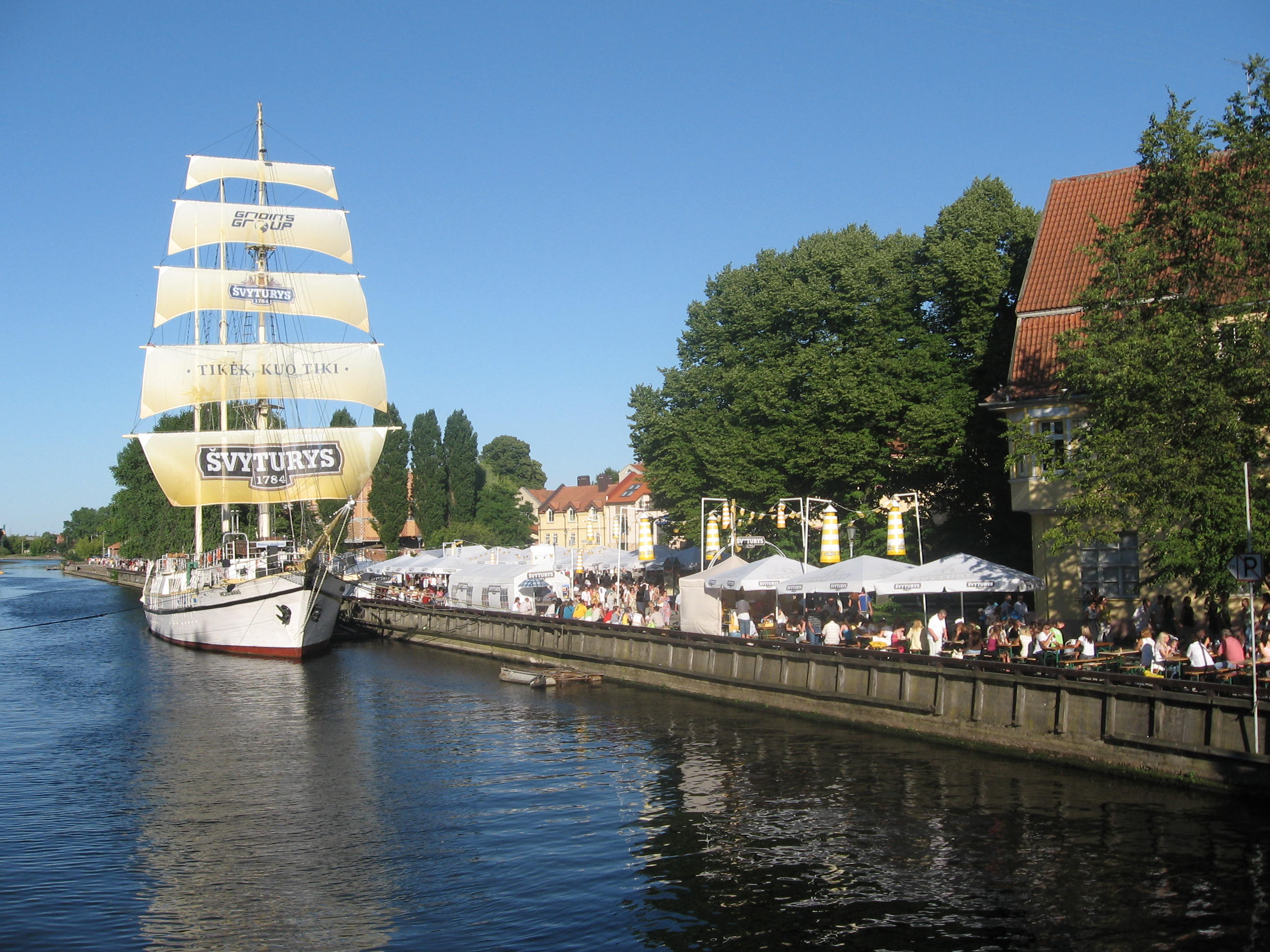
Le Meridianas à Klaipeda

## Galerie photos

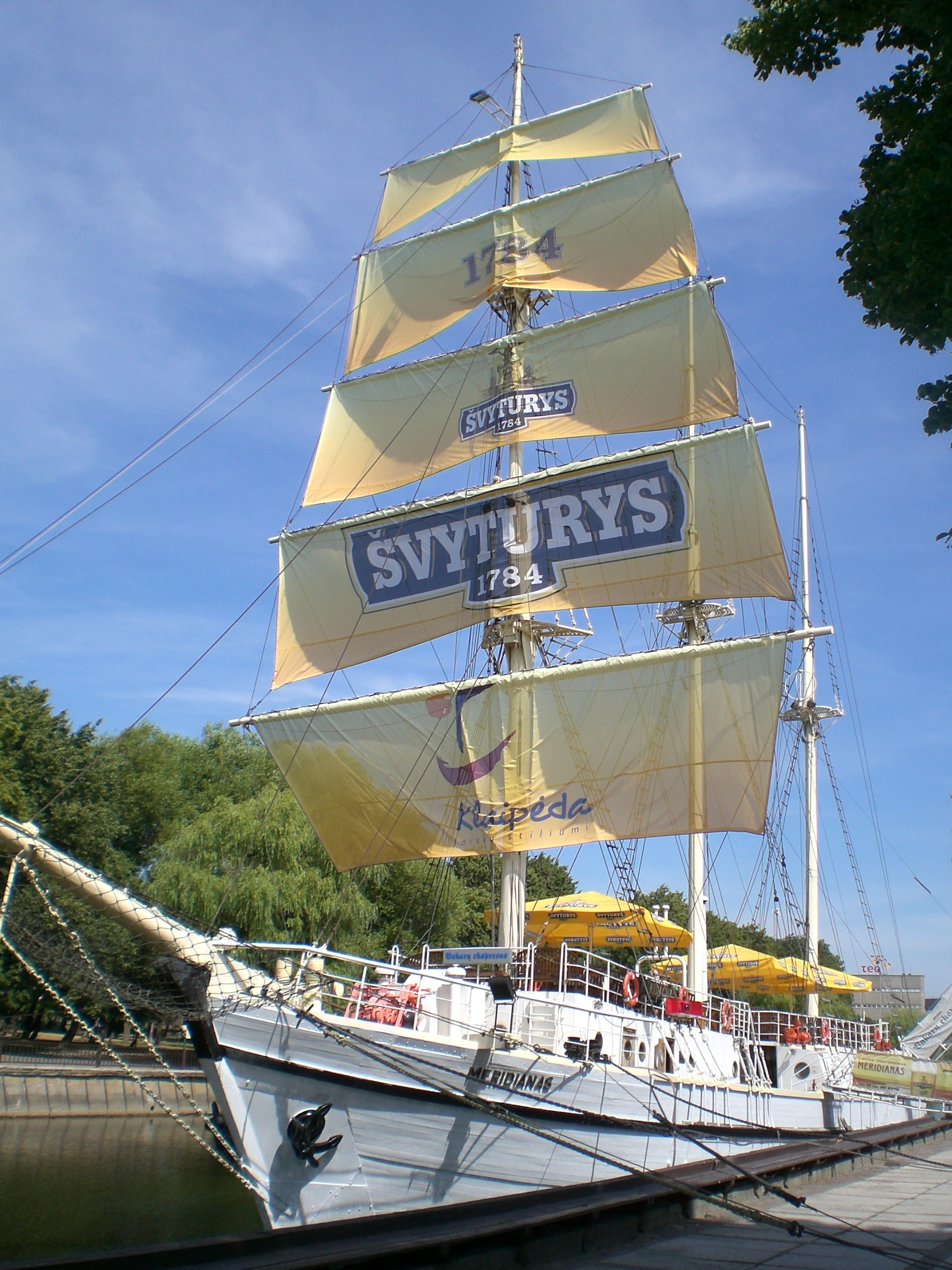
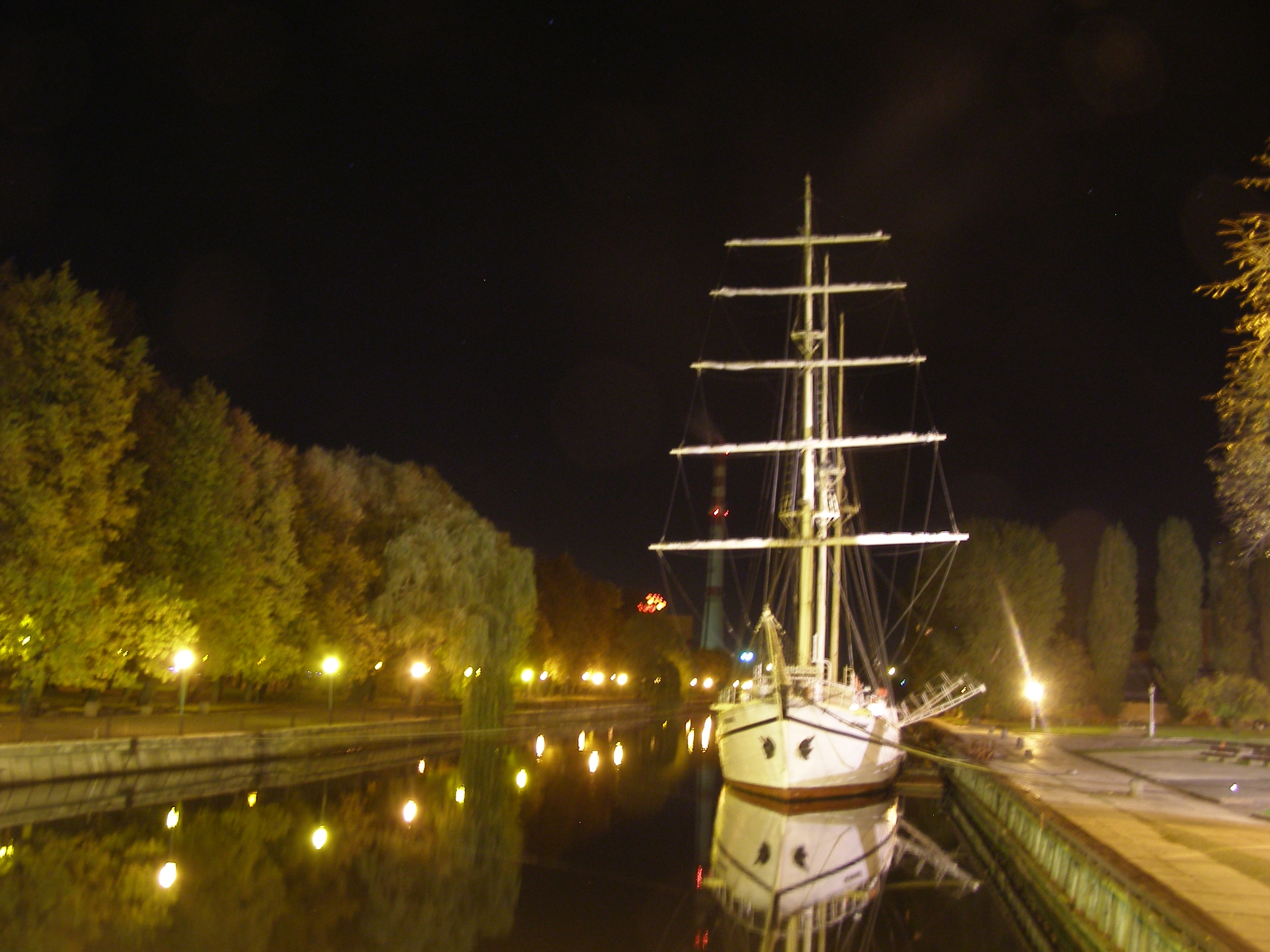
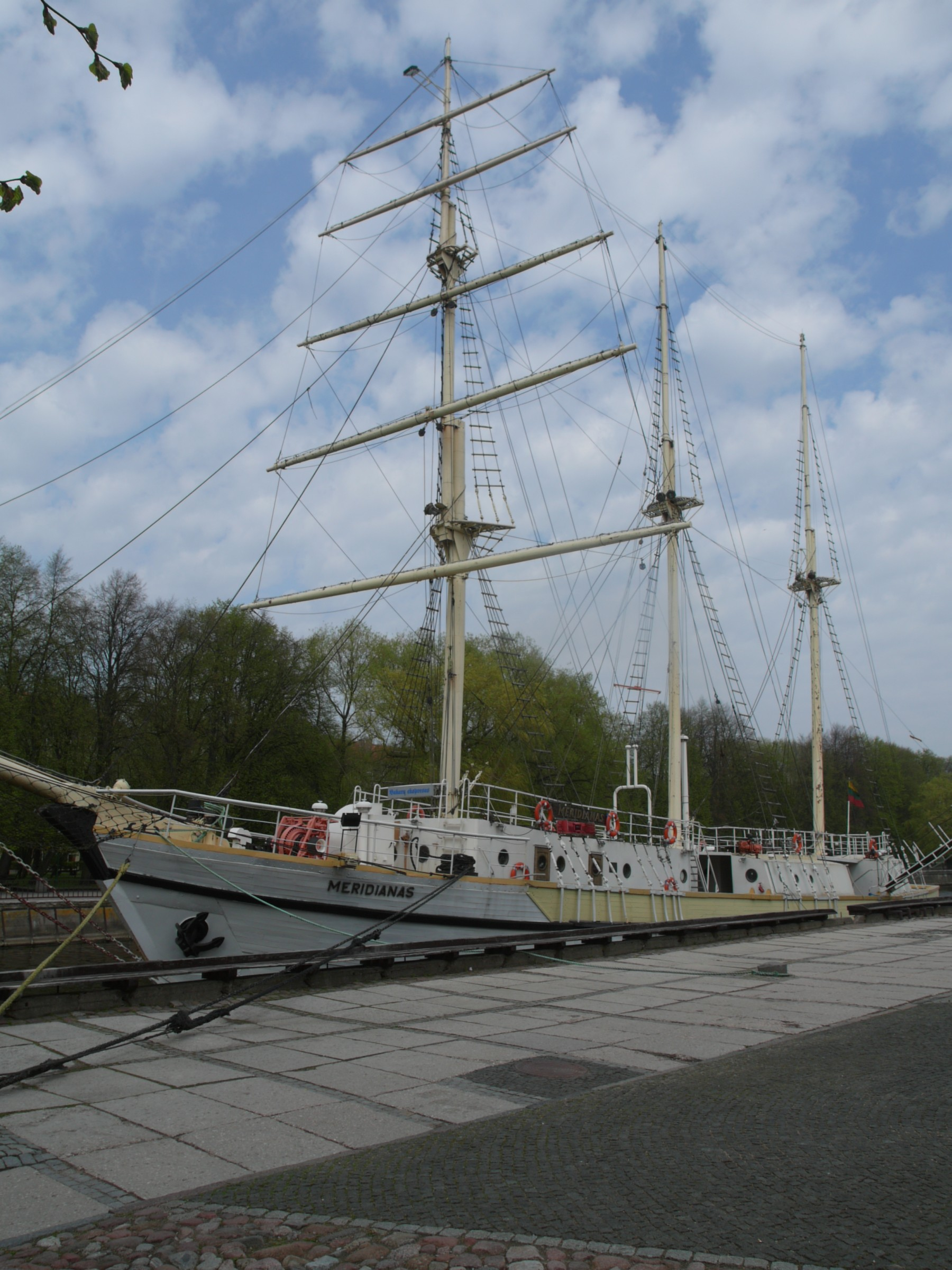
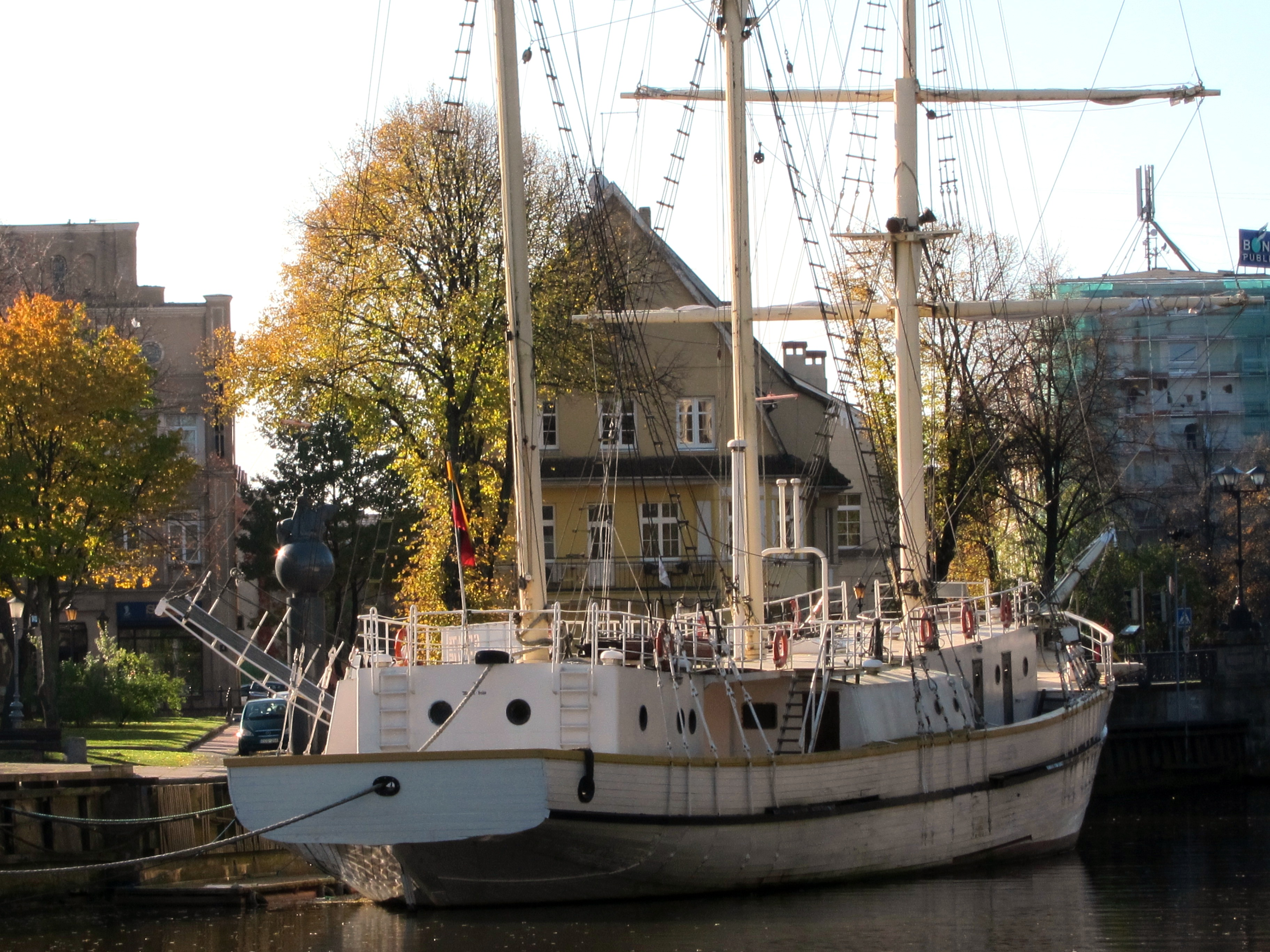
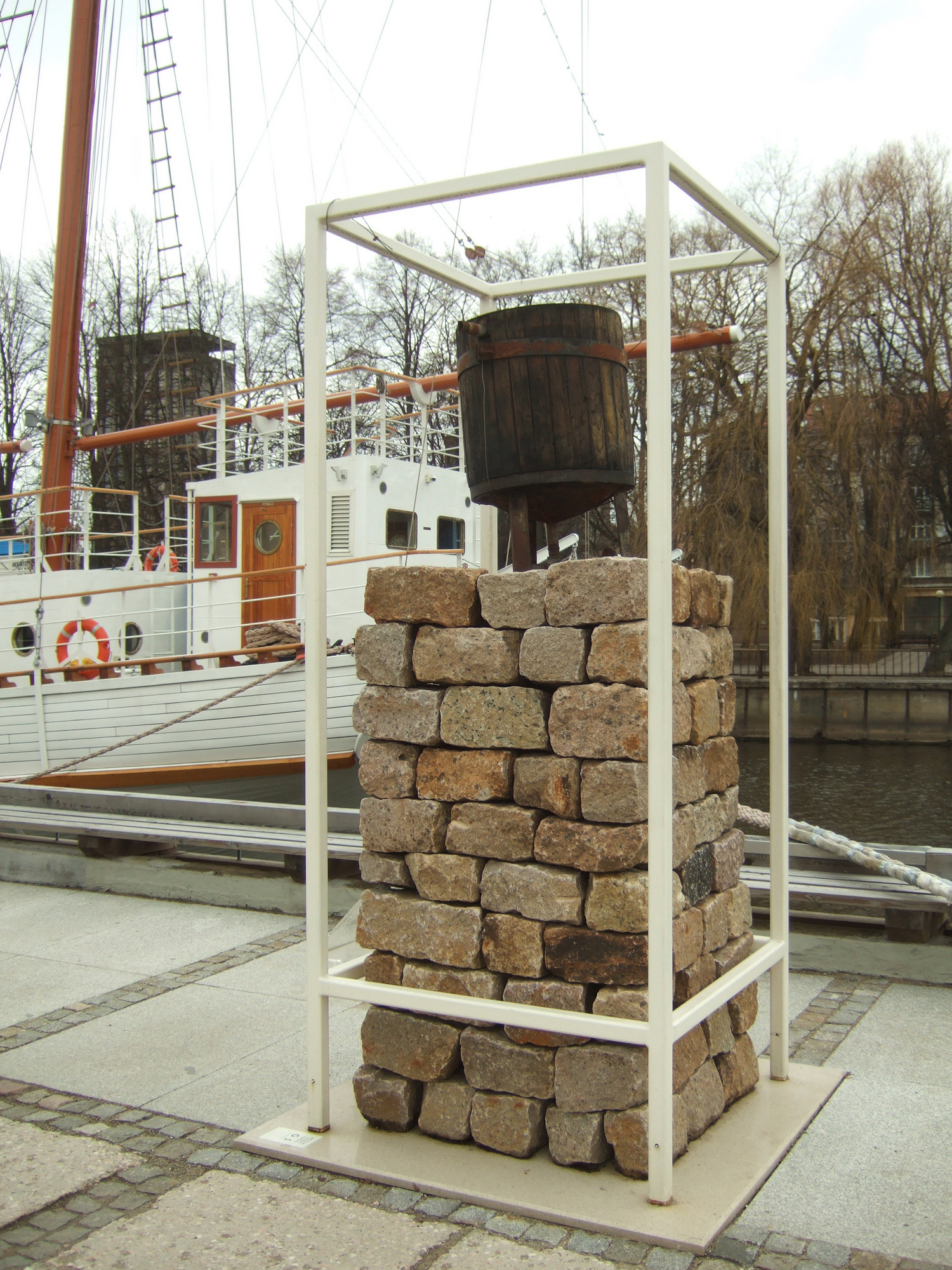